# NGC 6397
NGC 6397 (również GCL 74 lub ESO 181-SC4) – gromada kulista znajdująca się w gwiazdozbiorze Ołtarza w odległości 7200 lat świetlnych. Została odkryta w 1751 roku przez Nicolasa de Lacaille. Wiek gromady ocenia się na 13,4 miliarda lat.

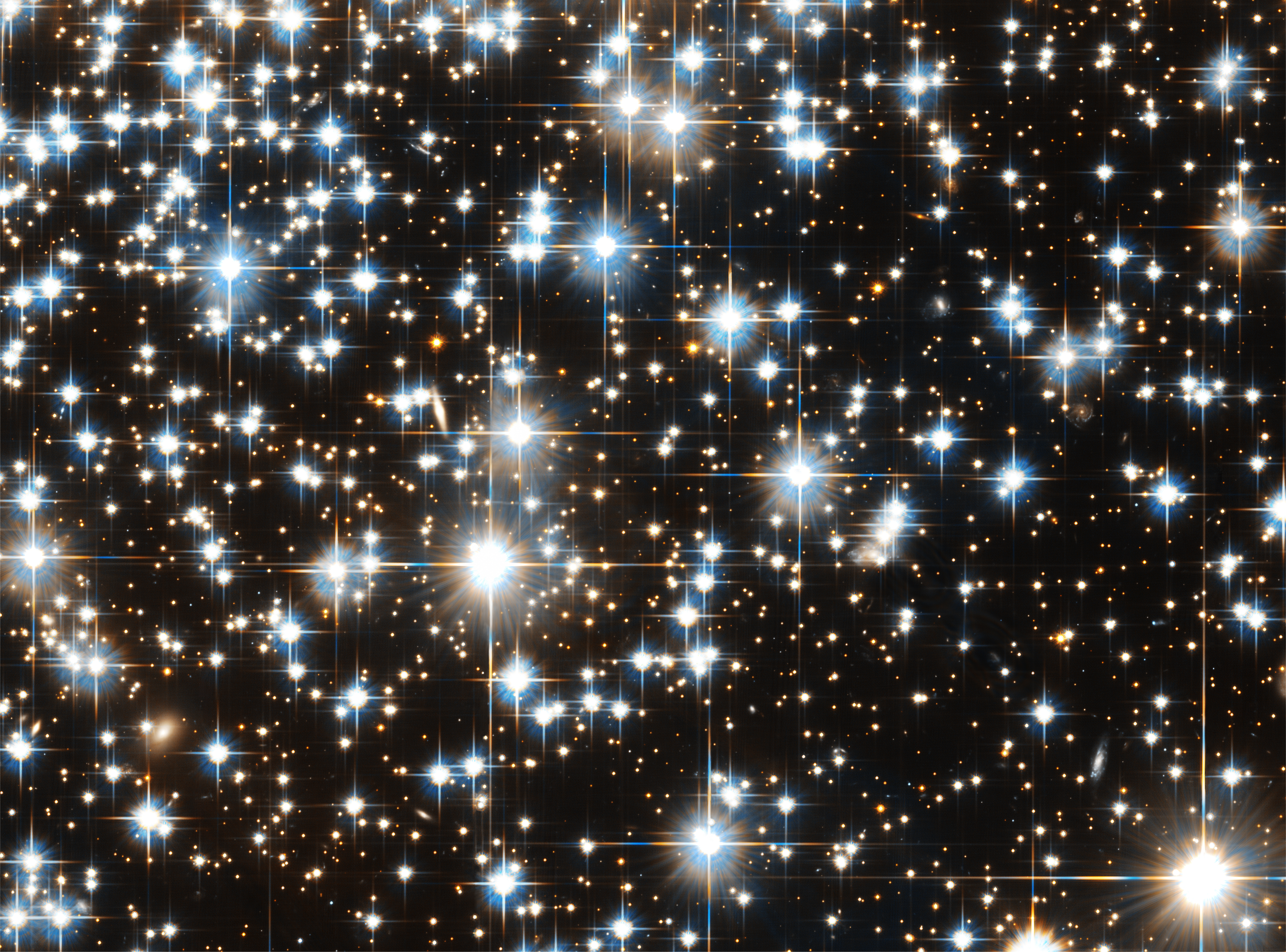
Zbliżenie NGC 6397 (HST)

NGC 6397 obok gromady Messier 4 należy do najbliższych gromad kulistych. Zawiera ona setki tysięcy gwiazd, w tym co najmniej 84 białe karły. Gwiazdy te powinny składać się z węgla i tlenu, a w tym przypadku składają się z helu. To pierwszy przypadek zbioru białych karłów o helowych jądrach zaobserwowany w gromadzie kulistej. Znajdują się one jedynie w centralnym rejonie gromady. Prawdopodobną przyczyną obu tych faktów jest istnienie gwiazd towarzyszących białym karłom, odpowiedzialnych zarówno za zakotwiczenie ich w centrum gromady oraz za obecność w ich jądrach helu, który nie zdążył się wypalić przekształcając w węgiel i tlen.
W 2004 roku na podstawie badań wieku gromady NGC 6397 ustalono, że Droga Mleczna liczy sobie około 13,6 (±0,8) mld lat.